# Hertogmolen
De molen van fa. Hertog, de Hertogmolen genaamd, is een kleine draaivaardige wipmolen (voorheen op stelling) in Moerkapelle.
De molen is gebouwd door molenmaker Bas Hertog sr. om elektriciteit op te wekken ten behoeve van zijn bemalingsbedrijf. Het bedrijf had zijn oorsprong in polderbemaling met klassieke houten windmolens. De heer Hertog overleed nog voordat zijn molen was voltooid. In 1985 werd de molen op een stelling van steen en beton geplaatst. Het gevlucht lijkt Oudhollands, maar wijkt wat af. De maker heeft zijn molen nooit kunnen voltooien: een binnenwerk is nooit aangebracht, met uitzondering van een bovenwiel.
In 2008 waren er plannen om het wipmolentje dat geen functie had voor het bedrijf te slopen, maar deze zijn niet doorgegaan. In augustus 2008 is de molen verplaatst naar een plek iets ten westen van Moerkapelle, naast Molen nummer 6 van de polder de Honderd Morgen. Dit is toepasselijk omdat de grootvader van de heer Hertog hier molenaar is geweest.

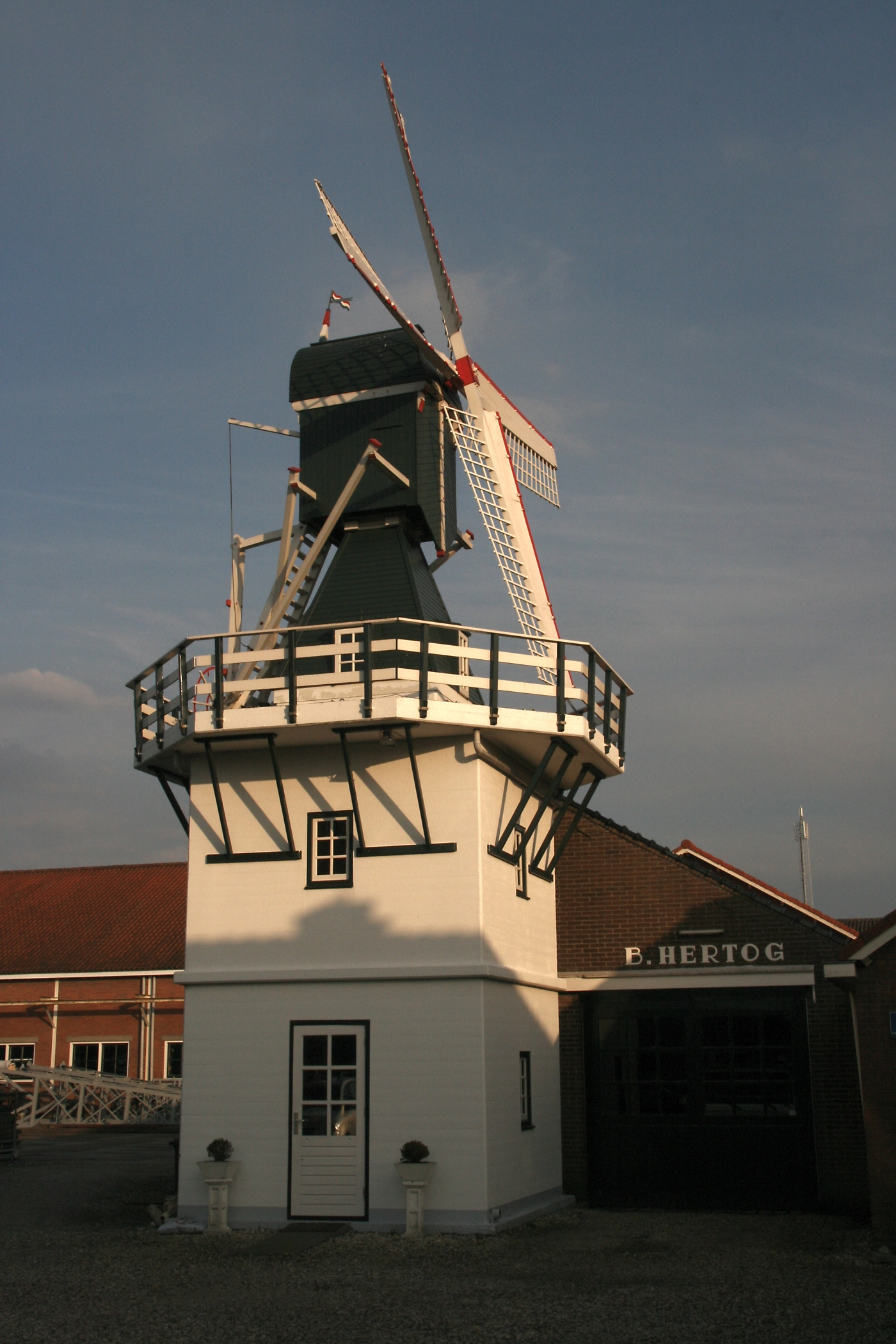
De molen op zijn oude plek, op stelling

Wipmolen: Hertogmolen

Afgeknotte molens: Molen nummer 1 · Molen nummer 2 · Molen nummer 3 · Molen nummer 4 · Molen de Oorsprong · Aalsmeerse molen · Molen de Platluis